# Syrische Islamische Front
Syrische Islamische Front (arabisch الجبهة الإسلامية السورية al-Dschabha al-Islāmiyya as-Sūriyya; Abkürzung: SIF) war eine syrisch-islamistische Rebellenorganisation und kämpfte im Bürgerkrieg in Syrien neben anderen Organisationen gegen die Assad-Regierung. Sie gründete Ende November 2013 mit sechs weiteren islamistischen Gruppen die Islamische Front. Größte Fraktion innerhalb der Syrischen Islamischen Front und dominierende Kraft waren die Ahrar al-Scham.
Die Rebellengruppe wurde im Dezember 2012 gegründet. Der Anführer der Syrischen Islamischen Front war Hassan Abboud, auch bekannt unter seinem Kampfnahmen „Abu Abdullah al-Hamawi“, der im September 2014 durch einen Bombenanschlag getötet wurde. Die Könige und Emire der Golfstaaten Katar, Bahrain und Saudi-Arabien und einige islamische Organisationen finanzierten die Syrische Islamische Front. Insgesamt sollen 15.000 bis 20.000 Männer in der Syrischen Islamischen Front organisiert gewesen sein. Die Rebellenorganisation operierte in Aleppo, Idlib und Hama.
Die Syrische Islamische Front betrachtete den Kampf gegen Assad als „Heiligen Krieg“ (Dschihad) und somit als religiöse Pflicht für jeden Muslim. Sie kämpfte für einen Islamischen Staat mit der Scharia als Staats- und Rechtsgrundlage. Die Syrische Islamische Front lehnte jede ausländische Einmischung vor allem des Westens in den Bürgerkrieg ab. Seit der Gründung der Islamischen Front ist die SIF vollständig in diese integriert und als eigene Partei erloschen.